# 19.ª etapa del Giro de Italia 2021
La 19.ª etapa del Giro de Italia 2021 tuvo lugar el 28 de mayo de 2021 entre Abbiategrasso y Alpe di Mera.
El recorrido inicial previsto por la organización de la carrera fue de 175 km el cual incluía un paso por el puerto Mottarone de primera categoría, pero debido a un trágico accidente con el teleférico de Mottarone, los organizadores de la carrera alteraron el recorrido de la etapa el cual se redujo a 166 km manteniendo los puntos de salida y llegada.
El ganador de la etapa fue el británico Simon Yates. El colombiano Egan Bernal mantuvo la maglia rosa.

## Clasificación de la etapa
| Abbiategrasso - Alpe di Mera | etapa de montaña | (166 km) |

| \| Clasificación de la etapa \| Clasificación de la etapa \| Clasificación de la etapa \| Clasificación de la etapa \| Clasificación de la etapa \| \| Ciclista \| Ciclista \| Equipo \| Tiempo \| \| \| ------------------------- \| ------------------------- \| ------------------------- \| ------------------------- \| ------------------------- \| \| 1.º \| Simon Yates \| BikeExchange \| 4 h 02 min 55 s \| \| \| 2.º \| João Almeida \| Deceuninck-Quick Step \| + 11 s \| \| \| 3.º \| Egan Bernal \| Ineos Grenadiers \| + 28 s \| \| \| 4.º \| Damiano Caruso \| Bahrain Victorious \| + 32 s \| \| \| 5.º \| Aleksandr Vlásov \| Astana-Premier Tech \| + 32 s \| \| \| 6.º \| Daniel Martin \| Israel Start-Up Nation \| + 42 s \| \| \| 7.º \| Daniel Felipe Martínez \| Ineos Grenadiers \| + 49 s \| \| \| 8.º \| Koen Bouwman \| Jumbo-Visma \| + 1 min 25 s \| \| \| 9.º \| Tobias Foss \| Jumbo-Visma \| + 1 min 25 s \| \| \| 10.º \| Romain Bardet \| Team DSM \| + 1 min 25 s \| \| |                        |                        |                 |
| |                        |                        |                 |
| Fuente: ProCyclingStats |                        |                        |                 |
| Clasificación de la etapa |                        |                        |                 |
| Ciclista | Ciclista               | Equipo                 | Tiempo          |
| 1.º | Simon Yates            | BikeExchange           | 4 h 02 min 55 s |
| 2.º | João Almeida           | Deceuninck-Quick Step  | + 11 s          |
| 3.º | Egan Bernal            | Ineos Grenadiers       | + 28 s          |
| 4.º | Damiano Caruso         | Bahrain Victorious     | + 32 s          |
| 5.º | Aleksandr Vlásov       | Astana-Premier Tech    | + 32 s          |
| 6.º | Daniel Martin          | Israel Start-Up Nation | + 42 s          |
| 7.º | Daniel Felipe Martínez | Ineos Grenadiers       | + 49 s          |
| 8.º | Koen Bouwman           | Jumbo-Visma            | + 1 min 25 s    |
| 9.º | Tobias Foss            | Jumbo-Visma            | + 1 min 25 s    |
| 10.º | Romain Bardet          | Team DSM               | + 1 min 25 s    |

## Clasificaciones al final de la etapa
- Las clasificaciones finalizaron de la siguiente forma:[3]

### Clasificación general(Maglia Rosa)
| \| Clasificación general \| Clasificación general \| Clasificación general \| Clasificación general \| Clasificación general \| \| Ciclista \| Ciclista \| Equipo \| Tiempo \| \| \| --------------------- \| ---------------------- \| ---------------------- \| --------------------- \| --------------------- \| \| 1.º \| Egan Bernal \| Ineos Grenadiers \| 81 h 13 min 37 s \| \| \| 2.º \| Damiano Caruso \| Bahrain Victorious \| + 2 min 29 s \| \| \| 3.º \| Simon Yates \| BikeExchange \| + 2 min 49 s \| \| \| 4.º \| Aleksandr Vlásov \| Astana-Premier Tech \| + 6 min 11 s \| \| \| 5.º \| Hugh Carthy \| EF Education-Nippo \| + 7 min 10 s \| \| \| 6.º \| Romain Bardet \| Team DSM \| + 7 min 32 s \| \| \| 7.º \| Daniel Felipe Martínez \| Ineos Grenadiers \| + 7 min 42 s \| \| \| 8.º \| João Almeida \| Deceuninck-Quick Step \| + 8 min 26 s \| \| \| 9.º \| Tobias Foss \| Jumbo-Visma \| + 10 min 19 s \| \| \| 10.º \| Daniel Martin \| Israel Start-Up Nation \| + 13 min 55 s \| \| |                        |                        |                  |
| |                        |                        |                  |
| Fuente: ProCyclingStats |                        |                        |                  |
| Clasificación general |                        |                        |                  |
| Ciclista | Ciclista               | Equipo                 | Tiempo           |
| 1.º | Egan Bernal            | Ineos Grenadiers       | 81 h 13 min 37 s |
| 2.º | Damiano Caruso         | Bahrain Victorious     | + 2 min 29 s     |
| 3.º | Simon Yates            | BikeExchange           | + 2 min 49 s     |
| 4.º | Aleksandr Vlásov       | Astana-Premier Tech    | + 6 min 11 s     |
| 5.º | Hugh Carthy            | EF Education-Nippo     | + 7 min 10 s     |
| 6.º | Romain Bardet          | Team DSM               | + 7 min 32 s     |
| 7.º | Daniel Felipe Martínez | Ineos Grenadiers       | + 7 min 42 s     |
| 8.º | João Almeida           | Deceuninck-Quick Step  | + 8 min 26 s     |
| 9.º | Tobias Foss            | Jumbo-Visma            | + 10 min 19 s    |
| 10.º | Daniel Martin          | Israel Start-Up Nation | + 13 min 55 s    |

### Clasificación por puntos(Maglia Ciclamino)
| Clasificación por puntos | Clasificación por puntos | Clasificación por puntos           | Clasificación por puntos | Clasificación por puntos |
| Ciclista                 | Ciclista                 | Equipo                             | Puntos                   |                          |
| ------------------------ | ------------------------ | ---------------------------------- | ------------------------ | ------------------------ |
| 1.º                      | Peter Sagan              | Bora-Hansgrohe                     | 135 pts                  |                          |
| 2.º                      | Davide Cimolai           | Israel Start-Up Nation             | 113 pts                  |                          |
| 3.º                      | Fernando Gaviria         | UAE Team Emirates                  | 110 pts                  |                          |
| 4.º                      | Elia Viviani             | Cofidis                            | 86 pts                   |                          |
| 5.º                      | Egan Bernal              | Ineos Grenadiers                   | 68 pts                   |                          |
| 6.º                      | Dries De Bondt           | Alpecin-Fenix                      | 63 pts                   |                          |
| 7.º                      | Andrea Pasqualon         | Intermarché-Wanty-Gobert Matériaux | 61 pts                   |                          |
| 8.º                      | Simone Consonni          | Cofidis                            | 60 pts                   |                          |
| 9.º                      | Alberto Bettiol          | EF Education-Nippo                 | 53 pts                   |                          |
| 10.º                     | Nikias Arndt             | Team DSM                           | 53 pts                   |                          |

### Clasificación de la montaña(Maglia Azzurra)
| Clasificación de la montaña | Clasificación de la montaña | Clasificación de la montaña | Clasificación de la montaña | Clasificación de la montaña |
| Ciclista                    | Ciclista                    | Equipo                      | Puntos                      |                             |
| --------------------------- | --------------------------- | --------------------------- | --------------------------- | --------------------------- |
| 1.º                         | Geoffrey Bouchard           | AG2R Citroën Team           | 180 pts                     |                             |
| 2.º                         | Egan Bernal                 | Ineos Grenadiers            | 121 pts                     |                             |
| 3.º                         | Daniel Martin               | Israel Start-Up Nation      | 83 pts                      |                             |
| 4.º                         | Simon Yates                 | BikeExchange                | 57 pts                      |                             |
| 5.º                         | Bauke Mollema               | Trek-Segafredo              | 53 pts                      |                             |
| 6.º                         | Lorenzo Fortunato           | Eolo-Kometa                 | 52 pts                      |                             |
| 7.º                         | Damiano Caruso              | Bahrain Victorious          | 50 pts                      |                             |
| 8.º                         | João Almeida                | Deceuninck-Quick Step       | 48 pts                      |                             |
| 9.º                         | Dries De Bondt              | Alpecin-Fenix               | 39 pts                      |                             |
| 10.º                        | Jan Tratnik                 | Bahrain Victorious          | 26 pts                      |                             |

### Clasificación de los jóvenes(Maglia Bianca)
| Clasificación del mejor joven | Clasificación del mejor joven | Clasificación del mejor joven | Clasificación del mejor joven | Clasificación del mejor joven |
| Ciclista                      | Ciclista                      | Equipo                        | Tiempo                        |                               |
| ----------------------------- | ----------------------------- | ----------------------------- | ----------------------------- | ----------------------------- |
| 1.º                           | Egan Bernal                   | Ineos Grenadiers              | 81 h 13 min 37 s              |                               |
| 2.º                           | Aleksandr Vlásov              | Astana-Premier Tech           | + 6 min 11 s                  |                               |
| 3.º                           | Daniel Felipe Martínez        | Ineos Grenadiers              | + 7 min 42 s                  |                               |
| 4.º                           | João Almeida                  | Deceuninck-Quick Step         | + 8 min 26 s                  |                               |
| 5.º                           | Tobias Foss                   | Jumbo-Visma                   | + 10 min 19 s                 |                               |
| 6.º                           | Attila Valter                 | Groupama-FDJ                  | + 38 min 18 s                 |                               |
| 7.º                           | Lorenzo Fortunato             | Eolo-Kometa                   | + 42 min 19 s                 |                               |
| 8.º                           | Michael Storer                | Team DSM                      | + 1 h 41 min 19 s             |                               |
| 9.º                           | Alessandro Covi               | UAE Team Emirates             | + 1 h 49 min 29 s             |                               |
| 10.º                          | Einer Rubio                   | Movistar Team                 | + 1 h 55 min 36 s             |                               |

### Clasificación por equipos"Súper team"
| Clasificación por equipos | Clasificación por equipos | Clasificación por equipos | Clasificación por equipos |
| Equipo                    | Equipo                    | Tiempo                    |                           |
| ------------------------- | ------------------------- | ------------------------- | ------------------------- |
| 1.º                       | Ineos Grenadiers          | 244 h 14 min 06 s         |                           |
| 2.º                       | Team DSM                  | + 2 min 20 s              |                           |
| 3.º                       | Jumbo-Visma               | + 26 min 22 s             |                           |
| 4.º                       | Trek-Segafredo            | + 28 min 23 s             |                           |
| 5.º                       | Astana-Premier Tech       | + 30 min 59 s             |                           |
| 6.º                       | Team BikeExchange         | + 58 min 36 s             |                           |
| 7.º                       | EF Education-Nippo        | + 1 h 16 min 44 s         |                           |
| 8.º                       | Movistar Team             | + 1 h 18 min 43 s         |                           |
| 9.º                       | Deceuninck-Quick Step     | + 1 h 25 min 22 s         |                           |
| 10.º                      | Bahrain Victorious        | + 1 h 28 min 28 s         |                           |

## Abandonos
- Alexander Cepeda no tomó la salida.[4]
- Victor Lafay no tomó la salida.[4]
- Gianluca Brambilla no completó la etapa debido a una caída.[4]